# Chor (Ort)
Chor (russisch Хор) ist eine Siedlung städtischen Typs in der Region Chabarowsk (Russland) mit 9952 Einwohnern (Stand 1. Oktober 2021).

## Geographie
Die Siedlung liegt in der Ussuriniederung im Fernen Osten Russlands am rechten Ufer des gleichnamigen Ussuri-Nebenflusses Chor, etwa 80 Kilometer südlich der Regionshauptstadt Chabarowsk.
Chor gehört zum Rajon Laso (imeni Laso) und liegt zwölf Kilometer in südwestlicher Richtung von dessen Verwaltungszentrum Perejaslawka entfernt.

## Geschichte
Der Ort entstand am Ende des 19. Jahrhunderts im Zusammenhang mit dem Bau der Ussuri-Eisenbahn von Chabarowsk nach Wladiwostok, heute Teil der Transsibirischen Eisenbahn. Hier entstand eine der bedeutendsten Brücken dieses Streckenabschnittes über den Fluss Chor, nach dem der Ort benannt wurde.
Chor entwickelte sich schnell zu einem Zentrum der Forstwirtschaft und erhielt 1938 den Status einer Siedlung städtischen Typs.

### Bevölkerungsentwicklung
| Jahr | Einwohner |
| ---- | --------- |
| 1939 | 06.320    |
| 1959 | 11.041    |
| 1970 | 11.304    |
| 1979 | 11.484    |
| 1989 | 13.227    |
| 2002 | 11.850    |
| 2010 | 10.346    |
| 2021 | 09.952    |

Anmerkung: Volkszählungsdaten

## Wirtschaft und Infrastruktur
Hauptwirtschaftszweige ist die Forstwirtschaft. Daneben gibt es Betriebe der Bauwirtschaft und der Lebensmittelindustrie; in der Niederung des Chor wird Landwirtschaft betrieben.
Chor liegt an der Transsibirischen Eisenbahn (Streckenkilometer 8603 ab Moskau). Auf einem etwa 15 Kilometer langen Abschnitt um Chor existiert eine später errichtete Parallelstrecke, welche die Siedlung östlich umgeht und den Chor etwa sechs Kilometer oberhalb des Ortes und der ursprünglichen Strecke überquert.
Durch den Ort führt auch die Fernstraße M60 „Ussuri“ von Chabarowsk nach Wladiwostok.

## Persönlichkeiten
- Sergei Tschepikow (* 1967 in Chor), Biathlet